# Lago Sonfon
Lago Sonfon también conocido como Lago Confon, es un lago de agua fresca de montaña en Diang, Sierra Leona, con un significado religioso y cultural.
Las ciudades más cercanas son Kabala que está a 60 km al norte y al Benugu que está a 40 km al sur. Se encuentra ubicado en las colinas de las montañas de Sula, a una altitud de 549 m (1.801 pies) sobre el nivel del mar. Sonfon desemboca en su extremo sur, que constituye el inicio del río Pampana, y es alimentado por siete pequeños arroyos con su nivel de agua variando considerablemente durante el año.
El lago tiene una profundidad máxima de 8 m (26 pies) y con una superficie de 8,2 km²(3,2 millas cuadradas) es el lago interior más grande de Sierra Leona.